# Pravind Jugnauth
Pravind Kumar Jugnauth (Ilhas Maurício, 25 de dezembro de 1961) é um político mauriciano, primeiro-ministro da Maurícia entre 2017 e 2024.
Ocupou vários cargos no governo e na oposição desde 2000. Foi Ministro da Agricultura de 2000 a 2003, Vice Primeiro Ministro e Ministro das Finanças de 2003 a 2005. Atuou no gabinete de Navin Ramgoolam de 2010 a 2011 como Vice Primeiro Ministro e Ministro das Finanças como parte de um governo de coalizão. Atuou como Ministro de Tecnologia, Comunicação e Inovação de 2014 a 2015.. Deixou o governo de coalizão e foi nomeado Líder da Oposição em setembro de 2014, até ser nomeado ministro no gabinete de seu pai, que também foi primeiro ministro.

## Vida e educação
Nascido em 25 de dezembro de 1961 em La Caverne, um subúrbio de Vacoas-Phoenix, na Maurícia, nasceu em uma família hindu Yadav de alta classe. É filho de Anerood Jugnauth, um famoso advogado que foi o segundo primeiro ministro da Maurícia e Sarojini Ballah, uma professora de uma família rica. Ele tem uma irmã mais velha, Shalini Jugnauth.
Jugnauth estudou Direito na Universidade de Buckingham, então se juntou ao Lincoln's Inn (empresa de advocacia) e começou atuar na área da direito. Ele então ingressou na Universidade de Aix-Marselha, na França, onde obteve seu mestrado em direito. Ingressou oficialmente no partido MSM em 1990 e foi homenageado pela Universidade de Buckingham com um Honoris Causa em 2005.

## Carreira política
Sua candidatura para as eleições gerais parlamentares 2000 garantiu uma vaga no Parlamento. Foi nomeado Ministro da Agricultura pelo Presidente Uteem. Atuou como ministro no governo de seu pai ,Anerood Jugnauth, que se tornou primeiro-ministro em 2000.

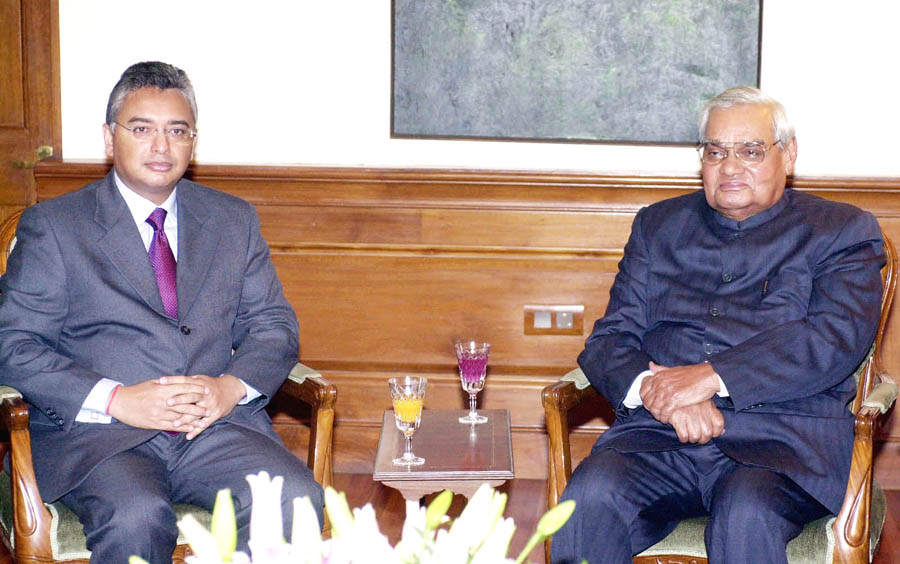
Jugnauth com Atal Bihari Vajpayee (2004)

Foi considerado culpado pela Lei de Prevenção da Corrupção por conflito de interesses por uma transação de 144 milhões e foi condenado pelo tribunal intermediário da Maurícia a 1 ano de prisão. Ele foi acusado de ter realocado fundos públicos para comprar a Clínica Medpoint, na qual sua irmã detinha a maioria das ações. Ele renunciou ao governo como ministro após a sentença. No entanto, apelou ao Supremo Tribunal da Maurícia e ganhou o recurso. Foi então nomeado Ministro das Finanças.
Em 23 de janeiro de 2017, foi escolhido por seu partido para liderar a Assembléia Nacional e tornar-se primeiro-ministro após a decisão de seu pai de renunciar como primeiro-ministro. É constitucional, mas muitas pessoas viram isso como uma transferência de poder de pai para filho. A escolha foi criticada pela imprensa e partidos da oposição, que alegaram nepotismo.
Nas eleições gerais da Maurícia de 2019, o Movimento Socialista Militante, conquistou a maioria dos assentos no parlamento e, como líder do MSM, Jugnauth foi escolhido para Primeiro Ministro por mais um mandato de cinco anos.
Em 2017, recebeu o prêmio Pravasi Bharatiya Samman do Presidente da Índia.

## Eleições de 2005
Paul Berenger dissolveu o parlamento em junho de 2005 e anunciou que as eleições seriam realizadas em 3 de julho. A coalizão MSM/MMM sabendo que o movimento estava enfraquecido decidiu propor Paul Berenger como candidato a primeiro-ministro. Navin Ramgoolam manteve sua aliança chamada Aliança Social, composta pelo Partido Trabalhista e outros pequenos partidos.
A Aliança Social conquistou 38 vagas contra 24 do MSM/MMM. Pravind Jugnauth foi derrotado em seu reduto eleitoral, recebendo 48% dos votos. Dos 24 acentos o MSM tinha 14 e o MMM 10. Com a derrota, a coligação MSM/MMM propôs Paul Berenger como líder da oposição e manteve a aliança.
Em 2006, Paul Berenger propôs Rajesh Bhagwan, membro do MMM, como líder da oposição. Porém, o MSM, que tinha mais acentos que o MMM, não concordou e removeu o apoio a Paul Berenger e quebrou a coalizão. Nando Bodha, secretário geral do MSM, tornou-se líder da oposição e Pravind Jugnauth continuou como líder fora do Parlamento.
Outra briga explodiu quando Pravind Jugnauth não aprovou que seu tio ,Ashok Jugnauth, que foi eleito deputado do MSM em 2005, se tornasse líder do partido e assumisse as responsabilidades de líder da oposição. Ashok Jugnauth deixou o MSM, afirmando que o partido era ditatorial.
Em 2007, mais dois membros do MSM, Joe Lesongard, o então presidente do partido e Sekar Naidu deixaram o MSM e juraram lealdade ao primeiro ministro Berenger. O MSM se enfraqueceu, pois não tinha líder no parlamento.

## Eleição de 2009
Ashok Jugnauth, que é irmão de Sir Anerood Jugnauth e tio de Pravind, foi o único membro do MSM eleito pelo distrito eleitoral de Quartier Militaire e Moka, tirando a vaga de seu sobrinho, Pravind, porém, perdeu seu assento, pois o Supremo Tribunal da Maurícia o condenou por fraude e corrupção durante 2000 a 2005, quando ele era ministro da Saúde. De acordo com a lei, um deputado que é condenado pelo tribunal perde seu assento com efeito imediato. O primeiro ministro Ramgoolam, anunciou que uma nova eleição aconteceria para eleger um deputado para substitui-lo.
Ashok Jugnauth anunciou sua candidatura para as eleições e recebeu o apoio de Paul Berenger e de seu partido MMM. O Partido Trabalhista decidiu não apoiar nenhum candidato nas Pre-Eleições e, para surpresa de todos, apoiou Pravind Jugnauth e seu partido MSM durante as eleições. Em 2 de março de 2009, Pravind, derrotou seu próprio tio, Ashok Jugnauth, nas eleições e recuperou seu assento no Parlamento.

## Eleições de 2010
Em 2010, ele e o MSM se uniram ao Partido Trabalhista da Maurícia e ao Partido Social Democrata da Maurícia e formaram uma coalizão, que venceu as eleições parlamentares. O presidente Sir Anerood Jugnauth, a conselho de Navin Ramgoolam, nomeou-o como vice-primeiro-ministro e ministro das Finanças. Em 26 de julho de 2011, ele renunciou ao seu cargo de ministro, como também fizeram os outros membros do MSM, devido a um escândalo envolvendo um dos ministros de seu partido.
Foi condenado por um tribunal intermediário na Maurícia em 30 de junho de 2015. Ele foi considerado culpado por realocar fundos, quando era ministro das finanças, para comprar um hospital privado, do qual sua irmã Shalini Malhotra era acionista. Esta decisão foi criticada por juristas. Entretanto, ele apresentou sua renúncia ao Presidente Ameenah Gurib-Fakim como ministro do governo.

## Escândalo do Medpoint
Em 2010, o governo decidiu comprar um hospital e torná-lo um centro geriátrico especializado. O gabinete de Ministros aprovou a compra da Clínica particular MedPoint, de propriedade do Dr. Malhotra e da Sra. Shalini Devi Jugnauth Malhotra, que é irmã do Ministro das Finanças em exercício Pravind Jugnauth e filha do Presidente em exercício Sir Anerood Jugnauth eram acionistas.
Foi feita uma denuncia na Comissão Independente Contra a Corrupção que investigasse o que ficou conhecido como MEDPOINTGATE, ou o MEDPOINT SCANDAL, um escândalo que tem o potencial de derrubar todo o governo. Após as investigações, o ICAC pediu a prisão de dois funcionários públicos envolvidos nas decisões tomadas. Os dois funcionários públicos, Yodhun Bissessur e Aneerood Jeebodhun, foram acusados de serem "funcionários públicos que usam o escritório para gratificação", por ter solicitado uma segunda avaliação pela Hooloman & Associates que supostamente favoreceu a MedPoint em relação a outros concorrentes através do procedimento de licitação. A acusação implica que os dois funcionários públicos teriam supostamente subornado ao encomendar e aceitar a avaliação da Hooloman & Associates sem questionar. O Sr. Bissessur admitiu que sabia que a empresa privada trabalhara para o Dr. Malotra, mas mesmo assim aceitou a avaliação da empresa sem contestá-la. Portanto, a decisão do ICAC de pedir à prisão dos dois funcionários públicos no curso de suas investigações foram consideradas justas.
O então ministro da Saúde, Maya Hanoomanjee, foi preso pela polícia do ICAC e o avaliador-chefe do governo foi suspenso de suas funções. Pravind Jugnauth também foi preso por conflitos de interesse na compra.
Em 30 de junho de 2015, Jugnauth foi considerado culpado de "Conflito de interesses" nos termos do artigo 13 da Lei de Prevenção da Corrupção de 2002 (PoCA). No entanto, ele apelou ao Supremo Tribunal da Maurícia e ganhou o recurso. Foi então nomeado Ministro das Finanças. A acusação apelou ao Conselho Privado, mas a apelação da acusação não foi aceita.